# Catavi
Catavi es una localidad de Bolivia, perteneciente al municipio de Llallagua de la provincia de Rafael Bustillo en el departamento de Potosí. En cuanto a distancia, Catavi se encuentra a 95 km de la ciudad de Oruro y a 245 km de la ciudad de Potosí.
Según el último censo boliviano de 2012 realizado por el Instituto Nacional de Estadística de Bolivia (INE), la localidad cuenta con una población de 3.834 habitantes y está situada a un altitud de 3.777 metros sobre el nivel del mar.

## Historia
La población de Catavi se encuentra a una altitud de 3777 m s. n. m. Los datos escritos más antiguos refieren a un pequeño ingenio (planta de tratamiento de purificación de minerales) que perteneciera al minero Pastor Sainz a finales del siglo XIX; posteriormente, en 1906, éste vendió sus intereses mineros a un grupo de inversionistas chilenos, originándose la "Compañía Estañífera de Llallagua". Desde esa fecha, se inicia, la construcción de toda la infraestructura física de Catavi, con el "Ingenio Chile", que fuera la mayor planta de concentración de minerales de estaño, el hospital, las oficinas administrativas, entre ellas la gerencia, la superintendencia, los almacenes para depósito de la barrilla de estaño, etc., también, la construcción de la planta hidroeléctrica llamada "El Tranque",  la pulpería, canchas de tenis, los campamentos mineros, etc. 
Esta compañía fue se fusionaría el año 1924 con otra llamada "Empresa Minera La Salvadora" del industrial Simón I. Patiño, cuyas oficinas administrativas e industriales se encontraban en la vecina Uncía, dando lugar a la empresa minera más grande de Bolivia como era la "Patiño Mines & Enterprises Consolidated Inc.". Desde 1924 esta empresa internacional continuaría sus operaciones mineras, llegando a tener la mina más moderna del país "Siglo XX", el hospital más moderno como era "Hospital Santa Albina", canchas de futbol, balnearios, cine-teatros, canchas de golf, etc., hasta el 31 de octubre de 1952, fecha que inicia  la denominada "Nacionalización de las Minas", suscrita por el presidente Víctor Paz en las "Pampas de Maria Barzola" en Catavi, dando nacimiento a la empresa estatal llamada "Corporación Minera de Bolivia" (COMIBOL), de la cual la empresa más grande era "Empresa Minera Catavi".
Posteriormente, en 1986, se produjo el cierre casi total de la COMIBOL, quedando casi abandonado este distrito minero, que hoy es operada por una cooperativa minera que trabaja los restos de lo que fuera la empresa más grande de Bolivia. Además, por la Ley de Participación Popular, que estableció una nueva división político-administrativa, y por ello es parte del municipio de Llallagua. 

### Auge minero
En la época de auge minero en Bolivia, entre los años 1900-1940, la población de Catavi contó con un hospital, teatro, campos deportivos, baños turcos con aguas termales, casas de lujo para los ejecutivos y asesores de la compañía minera.

### Masacres
Durante la huelga de diciembre de 1942, los mineros fueron masacrados por el ejército bajo órdenes del presidente Enrique Peñaranda, en la llamada masacre de Catavi, lo que ocasionó después la caída del régimen del Gral. Peñaranda.
El 24 de junio de 1967, día de San Juan Bautista, bajo las órdenes del general René Barrientos, tropas del gobierno cometieron la mayor masacre de trabajadores en la historia de Bolivia, llamada la masacre de San Juan.
Actualmente en Catavi se encuentra el Archivo histórico de Corporación Minera de Bolivia (COMIBOL).

## Demografía

### Población de Catavi
Las estimaciones de población (por cada año) se encuentra basadas de acuerdo a los censos oficiales.
| Año  | Población | Fuente                  |
| ---- | --------- | ----------------------- |
| 1992 | 1 632     | Censo boliviano de 1992 |
| 2001 | 2 060     | Censo boliviano de 2001 |
| 2012 | 3 834     | Censo boliviano de 2012 |
| 2019 | 4 962     | Estimaciones            |

## Personas ilustres
Muchos mineros de esta mina fueron dirigentes activos de la Federación Sindical de Trabajadores Mineros de Bolivia (FSTMB) y la Central Obrera Boliviana (COB), como
- Juan Lechín Oquendo (Vicepresidente de Bolivia)
- Filemón Escobar (Senador de la República de Bolivia)

En Catavi nació:
- Enrique Arnal (pintor)
- Miguel alandia Pantoja (pintor muralista)
- Zenón Sansuste Zapata (pintor)
- José Pimentel (Político, dirigente sindical, exministro de Minería y Metalurgia)
- Domitila Barrios de Chungara (Líder del feminismo boliviano, Heroína de la Democracia, candidata a la vicepresidencia y activista por el derecho de los mineros)
- Ted Córdova (periodista)
- Roy Querejazu (arqueólogo, docente universitario)